# Санаторный (Чувашия)
Санато́рный (чув. Санаторный) — посёлок Алатырского района Чувашской Республики. Относится к Чуварлейскому сельскому поселению.

## География
Посёлок расположен в 9 км по автодорогам к северу от районного центра Алатыря и в 5 км к северо-востоку от центра поселения. Ближайшая железнодорожная станция — Алатырь. Посёлок находится на левобережье реки Алатырь.

## История
Первые индивидуальные застройщики появились в 1957 году, а официальный статус посёлок при Чуварлейском противотуберкулёзном санатории получил 2 февраля 1965 года.
С момента основания находился в составе Чуварлейского сельсовета Алатырского района.

## Население
| 2010 | 2012 |
| ---- | ---- |
| 11   | ↗25  |

Число дворов и жителей:
- 1979 — 54 мужчины, 50 женщин.
- 2002 — 20 дворов, 35 человек: 17 мужчин, 18 женщин, русские (94%)[6].
- 2010 — 5 частных домохозяйств, 11 человек: 4 мужчины, 7 женщин[2].